# Porno Graffitti
Porno Graffitti (jap. ポルノグラフィティ, Poruno Gurafiti), kurz: Porno (ポルノ, Poruno), PG oder Porugura (ポルグラ), ist eine J-Rock-Band aus Innoshima (heute: Onomichi), Präfektur Hiroshima. Der Name kommt vom Album Pornograffitti der Band Extreme. Sie stehen bei Sony Music Entertainment Japan und der Agentur Amuse unter Vertrag.

## Biografie
Haruichi Shindō gründete die Band 1994 in seiner Zeit an der High School mit seinem Cousin unter dem Namen No Score. Der Name entstand, da keiner der Mitglieder bis zu diesem Zeitpunkt eine Partitur (englisch Score) lesen konnte. Auf Haruchis Bitten traten auch Akihito Okano und Masami Shiratama der Band bei. Erst übernahm Haruichi selbst die Gesangsrolle, gab sie dann aber an Akihito ab und übernahm die Position des Gitarristen.
Ihre Debütsingle Apollo erschien 1999 und erreichte auf Anhieb Platz 5 der Oricon-Charts. Die vierte Single Saudade und die sechste Single Agehachou verkauften sich in Japan fast über eine Million Mal. Bekannt wurden sie auch durch den Song Melissa, der 2003 für das Opening der Animeserie Fullmetal Alchemist genutzt wurde und mit dem Song Hitori no Yoru, der 2000 für das Opening in Great Teacher Onizuka Verwendung fand. 2006 erschien der Song Winding Road im Abspann der Serie Ayakashi Ayashi und ein Cover ihres Songs Music Hour von 2000 im Nintendo DS Spiel Moero! Nekketsu Rhythm Damashii Osu! Tatakae! Ouendan 2.

## Diskografie

### Alben
| Jahr | Titel                                       | Höchstplatzierung, Gesamtwochen, AuszeichnungChartsChartplatzierungen (Jahr, Titel, Platzierungen, Wochen, Auszeichnungen, Anmerkungen) | Anmerkungen                                                  |
| Jahr | Titel                                       | JP | Anmerkungen                                                  |
| ---- | ------------------------------------------- | --- | ------------------------------------------------------------ |
| 2000 | Romantist Egoist                            | JP4 Platin · (42 Wo.)JP | Erstveröffentlichung: 8. März 2000 Verkäufe: + 405.057       |
| 2001 | Foo?                                        | JP2 Diamant · (39 Wo.)JP | Erstveröffentlichung: 28. Februar 2001 Verkäufe: + 1.121.731 |
| 2002 | Kumo wo mo Tsukamu Tami                     | JP2 Platin · (26 Wo.)JP | Erstveröffentlichung: 27. März 2002 Verkäufe: + 491.946      |
| 2003 | Worldillia                                  | JP2 Platin · (20 Wo.)JP | Erstveröffentlichung: 26. Februar 2003 Verkäufe: + 210.290   |
| 2004 | Porno Graffitti Best Blue’s                 | JP1 Diamant · (116 Wo.)JP | Erstveröffentlichung: 28. Juli 2004 Verkäufe: + 1.059.422    |
| 2004 | Porno Graffitti Best Red’s                  | JP2 Diamant · (86 Wo.)JP | Erstveröffentlichung: 28. Juli 2004 Verkäufe: + 935.821      |
| 2005 | Thump x                                     | JP1 Platin · (19 Wo.)JP | Erstveröffentlichung: 20. April 2005 Verkäufe: + 416.655     |
| 2006 | m-Cabi                                      | JP2 Platin · (21 Wo.)JP | Erstveröffentlichung: 22. November 2006 Verkäufe: + 291.039  |
| 2007 | Porno Graffitti                             | JP2 Platin · (10 Wo.)JP | Erstveröffentlichung: 29. August 2007 Verkäufe: + 175.841    |
| 2008 | Porno Graffitti Best Ace                    | JP1 Gold · (13 Wo.)JP | Erstveröffentlichung: 29. Oktober 2008 Verkäufe: + 104.747   |
| 2008 | Porno Graffitti Best Joker                  | JP2 Gold · (12 Wo.)JP | Erstveröffentlichung: 29. Oktober 2008 Verkäufe: + 102.931   |
| 2010 | ∠Trigger                                    | JP1 Gold · (16 Wo.)JP | Erstveröffentlichung: 24. März 2010                          |
| 2012 | Panorama Porno                              | JP2 Gold · (12 Wo.)JP | Erstveröffentlichung: 28. März 2012                          |
| 2013 | Porno Graffitti "All Time Singles"          | JP1 Platin · (49 Wo.)JP | Erstveröffentlichung: 20. November 2013                      |
| 2015 | Rhinoceros                                  | JP1 (17 Wo.)JP | Erstveröffentlichung: 19. August 2015                        |
| 2017 | Butterfly Effect                            | JP3 (16 Wo.)JP | Erstveröffentlichung: 25. Oktober 2017                       |
| 2022 | Akatsuki                                    | JP5 (12 Wo.)JP | Erstveröffentlichung: 3. August 2022                         |
| 2024 | Porno Graffitti Zensho ~ All Time Singles ~ | JP7 (14 Wo.)JP | Erstveröffentlichung: 4. September 2024                      |

### Singles
| Jahr | Titel Album                                                                               | Höchstplatzierung, Gesamtwochen, AuszeichnungChartsChartplatzierungen (Jahr, Titel, Album, Platzierungen, Wochen, Auszeichnungen, Anmerkungen) | Anmerkungen |
| Jahr | Titel Album                                                                               | JP | Anmerkungen |
| ---- | ----------------------------------------------------------------------------------------- | --- | --- |
| 1999 | Apollo –                                                                                  | JP5 Gold + Platin (Digital) · (24 Wo.)JP | Erstveröffentlichung: 8. September 1999 · Verkäufe: + 417.030; + JP: Gold (Streaming)                                      |
| 2000 | Hitori no Yoru –                                                                          | JP12 Gold + Gold (Digital) · (11 Wo.)JP | Erstveröffentlichung: 26. Januar 2000 Verkäufe: + 243.350                                                                  |
| 2000 | Music Hour –                                                                              | JP5 Platin + Platin (Digital) · (22 Wo.)JP | Erstveröffentlichung: 12. Juli 2000 · Verkäufe: + 464.180; + JP: Gold (Streaming)                                          |
| 2000 | Saudade –                                                                                 | JP1 ×2Diamant + Doppelplatin (Digital) · (24 Wo.)JP                                                                                            | Erstveröffentlichung: 13. September 2000 · Verkäufe: + 982.260; + JP: Platin (Streaming)                                   |
| 2000 | Saboten –                                                                                 | JP1 Platin · (12 Wo.)JP | Erstveröffentlichung: 6. Dezember 2000 Verkäufe: + 474.930                                                                 |
| 2001 | Agehachou –                                                                               | JP1 ×2Diamant + Doppelplatin (Digital) · (31 Wo.)JP                                                                                            | Erstveröffentlichung: 27. Juni 2001 · Verkäufe: + 918.149; + JP: ×2Doppelplatin (Klingelton)                               |
| 2001 | Voice –                                                                                   | JP2 Platin · (13 Wo.)JP | Erstveröffentlichung: 17. Oktober 2001 Verkäufe: + 348.550                                                                 |
| 2002 | Shiawase ni Tsuite Honki Dashite Kangaete Mita –                                          | JP4 Gold · (7 Wo.)JP | Erstveröffentlichung: 6. März 2002 Verkäufe: + 154.890                                                                     |
| 2002 | Mugen –                                                                                   | JP3 Gold · (24 Wo.)JP | Erstveröffentlichung: 15. Mai 2002 Verkäufe: + 257.321                                                                     |
| 2003 | Uzu –                                                                                     | JP3 Gold · (7 Wo.)JP | Erstveröffentlichung: 5. Februar 2003 Verkäufe: + 107.146                                                                  |
| 2003 | Oto no Nai Mori –                                                                         | JP— GoldJP | Erstveröffentlichung: 6. August 2003 Verkäufe: + 76.362                                                                    |
| 2003 | Melissa –                                                                                 | JP2 Platin + Platin (Digital) · (38 Wo.)JP | Erstveröffentlichung: 26. September 2003 · Verkäufe: + 371.171; + JP: ×2Doppelplatin (Klingelton) ; + JP: Gold (Streaming) |
| 2003 | Ai ga Yobu Hou e –                                                                        | JP3 Platin + Gold (Digital) · (24 Wo.)JP | Erstveröffentlichung: 6. November 2003 Verkäufe: + 297.084                                                                 |
| 2003 | Lack –                                                                                    | JP1 Gold · (8 Wo.)JP | Erstveröffentlichung: 3. Dezember 2003 Verkäufe: + 96.209; limitiert auf 100.000 St.                                       |
| 2004 | Sister –                                                                                  | JP2 Platin · (20 Wo.)JP | Erstveröffentlichung: 8. September 2004 Verkäufe: + 245.016                                                                |
| 2004 | Tasogare Romance –                                                                        | JP3 Gold · (16 Wo.)JP | Erstveröffentlichung: 10. November 2004 Verkäufe: + 131.333                                                                |
| 2005 | Neomelodramatic / Roll –                                                                  | JP2 Platin · (13 Wo.)JP | Erstveröffentlichung: 2. März 2005 Verkäufe: + 227.819                                                                     |
| 2005 | NaNaNa Summer Girl –                                                                      | JP3 Gold · (8 Wo.)JP | Erstveröffentlichung: 3. August 2005 Verkäufe: + 115.911                                                                   |
| 2005 | Yo Bailo / Don’t Call Me Crazy –                                                          | JP3 Gold + Gold (Digital) · (17 Wo.)JP | Erstveröffentlichung: 16. November 2005 Verkäufe: + 190.262                                                                |
| 2006 | Haneuma Rider –                                                                           | JP2 Platin + Platin (Digital) · (27 Wo.)JP | Erstveröffentlichung: 28. Juni 2006 · Verkäufe: + 209.008; + JP: ×2Doppelplatin (Klingelton)                               |
| 2006 | Winding Road –                                                                            | JP1 Gold · (9 Wo.)JP | Erstveröffentlichung: 4. Oktober 2006 Verkäufe: + 144.067                                                                  |
| 2007 | Link –                                                                                    | JP2 Gold · (8 Wo.)JP | Erstveröffentlichung: 18. Juli 2007 Verkäufe: + 115.871                                                                    |
| 2008 | Anata ga Koko ni Itara –                                                                  | JP1 Gold · (9 Wo.)JP | Erstveröffentlichung: 13. Februar 2008 Verkäufe: + 85.545                                                                  |
| 2008 | Itai Tachiichi –                                                                          | JP3 Gold · (11 Wo.)JP | Erstveröffentlichung: 25. Juni 2008 Verkäufe: + 75.132                                                                     |
| 2008 | Gift –                                                                                    | JP2 Gold · (9 Wo.)JP | Erstveröffentlichung: 20. August 2008                                                                                      |
| 2008 | Love, too Death, too –                                                                    | JP2 (5 Wo.)JP | Erstveröffentlichung: 8. Oktober 2008                                                                                      |
| 2008 | Koyoi, Tsuki ga Miezutomo –                                                               | JP2 Gold · (15 Wo.)JP | Erstveröffentlichung: 10. Dezember 2008                                                                                    |
| 2009 | Kono Mune o, Ai o Iyo –                                                                   | JP2 (9 Wo.)JP | Erstveröffentlichung: 9. September 2009                                                                                    |
| 2009 | Anima Rossa –                                                                             | JP3 (13 Wo.)JP | Erstveröffentlichung: 25. November 2009                                                                                    |
| 2010 | Hitomi no Oku o Nozokasete –                                                              | JP4 (8 Wo.)JP | Erstveröffentlichung: 10. Februar 2010                                                                                     |
| 2010 | Kimi wa 100% –                                                                            | JP2 (10 Wo.)JP | Erstveröffentlichung: 27. Oktober 2010                                                                                     |
| 2011 | Exit –                                                                                    | JP5 Gold (Mobile Downloads) · (10 Wo.)JP | Erstveröffentlichung: 2. März 2011                                                                                         |
| 2011 | One More Time –                                                                           | JP4 (10 Wo.)JP | Erstveröffentlichung: 21. September 2011                                                                                   |
| 2011 | Yuki no Iro –                                                                             | JP8 (9 Wo.)JP | Erstveröffentlichung: 23. November 2011                                                                                    |
| 2012 | 2012Spark –                                                                               | JP3 (8 Wo.)JP | Erstveröffentlichung: 8. Februar 2012                                                                                      |
| 2012 | Kageboushi –                                                                              | JP3 (8 Wo.)JP | Erstveröffentlichung: 19. September 2012                                                                                   |
| 2013 | Mabataku Hoshi no Shita de –                                                              | JP3 (10 Wo.)JP | Erstveröffentlichung: 6. März 2013                                                                                         |
| 2013 | Seishun Kadō –                                                                            | JP4 (8 Wo.)JP | Erstveröffentlichung: 11. September 2013                                                                                   |
| 2013 | Tokyo Destiny –                                                                           | JP5 (6 Wo.)JP | Erstveröffentlichung: 16. Oktober 2013                                                                                     |
| 2014 | Oretachi no Celebration –                                                                 | JP4 (8 Wo.)JP | Erstveröffentlichung: 3. September 2014                                                                                    |
| 2014 | One Woman Show ~Amai Maboroshi~ –                                                         | JP5 (8 Wo.)JP | Erstveröffentlichung: 5. November 2014                                                                                     |
| 2015 | Oh! Ribaru –                                                                              | JP5 Platin (Digital) · (12 Wo.)JP | Erstveröffentlichung: 15. April 2015                                                                                       |
| 2016 | The Day –                                                                                 | JP4 Gold (Digital) · (13 Wo.)JP | Erstveröffentlichung: 25. Mai 2016                                                                                         |
| 2016 | Liar / Masshiro na Hai ni naru made, Moyashi tsukuse 真っ白な灰になるまで、燃やし尽くせ – | JP6 (9 Wo.)JP | Erstveröffentlichung: 9. November 2016                                                                                     |
| 2017 | King & Queen キング&クイーン / Montage –                                                  | JP5 (8 Wo.)JP | Erstveröffentlichung: 6. September 2017                                                                                    |
| 2018 | Chameleon Lens カメレオン・レンズ –                                                       | JP6 (7 Wo.)JP | Erstveröffentlichung: 21. März 2018                                                                                        |
| 2018 | Breath ブレス –                                                                           | JP5 (11 Wo.)JP | Erstveröffentlichung: 25. Juli 2018                                                                                        |
| 2019 | Vs –                                                                                      | JP8 (8 Wo.)JP | Erstveröffentlichung: 31. Juli 2019                                                                                        |
| 2021 | テーマソング –                                                                            | JP2 (12 Wo.)JP | Erstveröffentlichung: 2. September 2021                                                                                    |
| 2024 | 解放区 Kaihouku –                                                                         | JP4 (8 Wo.)JP | Erstveröffentlichung: 27. März 2024                                                                                        |

Weitere Lieder
- 2018: Swallowtail butterfly (アゲハ蝶) (JP: Platin (Streaming))

### Videoalben
| Jahr | Titel                                                                            | Höchstplatzierung, Gesamtwochen, AuszeichnungChartsChartplatzierungen (Jahr, Titel, Platzierungen, Wochen, Auszeichnungen, Anmerkungen) | Anmerkungen                             |
| Jahr | Titel                                                                            | JP | Anmerkungen                             |
| ---- | -------------------------------------------------------------------------------- | --- | --------------------------------------- |
| 2000 | Tour 08452 ～Welcome to my heart～                                               | — | Erstveröffentlichung: 6. September 2000 |
| 2001 | Porno Graffitti Visual Works Opening Lap                                         | JP10 (2 Wo.)JP | Erstveröffentlichung: 14. März 2001     |
| 2003 | “Bitter Sweet Music Biz” Live In Budokan 2002                                    | JP15 (2 Wo.)JP | Erstveröffentlichung: 26. März 2003     |
| 2004 | “74ers” Live In Osaka-JO Hall 2003                                               | JP7 (9 Wo.)JP | Erstveröffentlichung: 24. März 2004     |
| 2005 | 5th Anniversary Special Live “Purple’s” In Tokyo Taiikukan 2004                  | JP7 (13 Wo.)JP | Erstveröffentlichung: 24. März 2005     |
| 2006 | 7th Live Circuit “Switch” 2005                                                   | JP3 (6 Wo.)JP | Erstveröffentlichung: 3. März 2006      |
| 2007 | Yokohama Romance ’06 -Catch The Haneuma~ In Yokohama Stadium                     | JP1 (12 Wo.)JP | Erstveröffentlichung: 2. März 2007      |
| 2007 | “Open Music Cabinet” Live In Saitama Super Arena 2007                            | JP2 (9 Wo.)JP | Erstveröffentlichung: 10. März 2007     |
| 2008 | Graffitti Is Here Live In Zepp Tokyo 2008                                        | JP5 (7 Wo.)JP | Erstveröffentlichung: 5. März 2008      |
| 2009 | Yokohama Awaji Romance ’08 ~10 Years Gift~ Live In Awajishima                    | JP6 (7 Wo.)JP | Erstveröffentlichung: 1. März 2009      |
| 2009 | Opening Lap                                                                      | JP156 (1 Wo.)JP | Erstveröffentlichung: 9. März 2009      |
| 2009 | PG Clips 2nd LAP                                                                 | JP61 (1 Wo.)JP | Erstveröffentlichung: 9. März 2009      |
| 2009 | PG Clips 3rd LAP                                                                 | JP70 (1 Wo.)JP | Erstveröffentlichung: 9. März 2009      |
| 2009 | PG Clips 4th LAP                                                                 | JP69 (1 Wo.)JP | Erstveröffentlichung: 9. März 2009      |
| 2009 | Complete Clips 1999-2008                                                         | JP3 (3 Wo.)JP | Erstveröffentlichung: 9. März 2009      |
| 2009 | "Royal Straight Flush" Live In Yoyogi Daiichi Taiikukan 2009                     | JP7 (6 Wo.)JP | Erstveröffentlichung: 10. März 2009     |
| 2011 | “∠Target” Live In JCB Hall 2010                                                  | JP3 (5 Wo.)JP | Erstveröffentlichung: 3. März 2011      |
| 2011 | tsumagoi romance ’11 ~ circle ~                                                  | JP14 (4 Wo.)JP | Erstveröffentlichung: 12. März 2011     |
| 2012 | Makuhari Romance ’11 ~Days Of Wonder~                                            | JP3 (4 Wo.)JP | Erstveröffentlichung: 7. März 2012      |
| 2013 | NHK DVD Tsukame Midwifery Clinic ~ From The Southern Island ~                    | — | Erstveröffentlichung: 2. März 2013      |
| 2013 | 12th Live Circuit “Panorama × 42” Special Live Package                           | JP3 (4 Wo.)JP | Erstveröffentlichung: 4. März 2013      |
| 2013 | Live & Documentary DVD ap bank fes ’12 Fund for Japan                            | JP4 (9 Wo.)JP | Erstveröffentlichung: 5. März 2013      |
| 2014 | 13th Live Circuit "Love E. Mail From 1999" Live in Marine Messe Fukuoka          | JP3 (7 Wo.)JP | Erstveröffentlichung: 8. März 2014      |
| 2015 | Kobe/Yokohama Romance ’14 ~Bewildered Wa-Funomori~ Live at Yokohama Stadium      | JP10 (3 Wo.)JP | Erstveröffentlichung: 2. März 2015      |
| 2016 | 14th Live Circuit "The dice are cast" Live in Osaka-JO Hall 2015                 | JP2 (6 Wo.)JP | Erstveröffentlichung: 13. April 2016    |
| 2016 | Fanclub Underworld 5 Live in Zepp DiverCity 2016                                 | JP5 (3 Wo.)JP | Erstveröffentlichung: 26. Oktober 2016  |
| 2017 | Yokohama Romance ’16 ~The Way~ Live in Yokohama Stadium                          | JP10 (5 Wo.)JP | Erstveröffentlichung: 26. April 2017    |
| 2017 | PornoGraffitti Coloration Paint鴉 Special Live in Taiwan                         | JP23 (2 Wo.)JP | Erstveröffentlichung: 20. Dezember 2017 |
| 2018 | 15th Live Circuit "Butterfly Effect" Live in Kobe Kokusai Hall 2018              | JP2 (5 Wo.)JP | Erstveröffentlichung: 5. September 2018 |
| 2019 | 16th Live Circuit "Unfaded" Live in Yokohama Arena 2019                          | JP271 (1 Wo.)JP | Erstveröffentlichung: 25. Dezember 2019 |
| 2019 | Graffiti 20th Anniversary Special Live Box                                       | JP8 (3 Wo.)JP | Erstveröffentlichung: 25. Dezember 2019 |
| 2022 | 17th Live Circuit Sequel Graffiti Live at Tokyo Garden Theater 2021              | JP4 (3 Wo.)JP | Erstveröffentlichung: 30. März 2022     |
| 2023 | 18th ライヴサーキット“暁” Live at Nippon Budokan 2023                            | JP4 (5 Wo.)JP | Erstveröffentlichung: 10. Mai 2023      |
| 2024 | 19th ライヴサーキット “PG wasn’t built in a day” Live at Tokyo Ariake Arena 2024 | JP8 (3 Wo.)JP | Erstveröffentlichung: 4. September 2024 |

## Auszeichnungen für Musikverkäufe
Anmerkung: Auszeichnungen in Ländern aus den Charttabellen bzw. Chartboxen sind in ebendiesen zu finden.
| Land/RegionAuszeichnungen für Musikverkäufe (Land/Region, Auszeichnungen, Verkäufe, Quellen) | Gold       | Platin       | Diamant     | Verkäufe   | Quellen            |
| -------------------------------------------------------------------------------------------- | ---------- | ------------ | ----------- | ---------- | ------------------ |
| Japan (RIAJ)                                                                                 | 28× Gold28 | 32× Platin32 | 5× Diamant5 | 16.800.000 | riaj.or.jp JP2 JP3 |
| Insgesamt                                                                                    | 28× Gold28 | 32× Platin32 | 5× Diamant5 |            |                    |